# 유의전
유의전(柳毅傳)은 이조위(李朝威) 작의 신이(神異)소설이다.
낙제서생 유의가 용왕(龍王) 동정군(洞庭君)의 딸과 만난다. 그녀는 남편에게 학대받아 양(羊)몰이로 전락된 신세로서, 이 사실을 그녀 아버지에게 호소하는 편지를 유의에게 부탁한다. 이를 전해 들은 용왕의 아우는 격노하여 조카사위를 죽이고, 그녀를 데리고 와 유의와 결합시키려고 하나 유의에게 거절당한다. 하지만 후에 유의가 장가간 여자는 이 용녀(龍女)로서, 두 사람은 하늘에 올라 신선이 된다. 기발한 착상과 용궁의 묘사가 훌륭하여  후대에 몇 가지의 번안(飜案)이 나왔다.